# Hank Mobley Quintet Featuring Sonny Clark
Hank Mobley Quintet Featuring Sonny Clark (pubblicato anche con il titolo di Curtain Call) è un album del sassofonista statunitense Hank Mobley e del pianista Sonny Clark, pubblicato dalla Blue Note Records nel giugno del 1984. Il disco fu registrato il 18 agosto del 1957 al Van Gelder Studio di Hackensack, New Jersey (Stati Uniti).

## Tracce
Lato A
1. Don't Get Too Hip – 10:55 (Hank Mobley)
2. Curtain Call – 5:23 (Hank Mobley)
3. Deep in a Dream – 5:57 (Edgar DeLange, Jimmy Van Heusen)

Lato B
1. The Mobe – 6:18 (Denzil Best)
2. My Reverie – 5:31 (Larry Clinton, Claude Debussy)
3. On the Bright Side – 7:12 (Hank Mobley)

## Musicisti
- Hank Mobley - sassofono tenore
- Sonny Clark - pianoforte
- Kenny Dorham - tromba (tranne nel brano: A3)
- Jimmy Rowser - contrabbasso
- Art Taylor - batteria